# 牛輔
牛輔（？—192年），东汉末年政治人物，董卓女婿。

## 生平
牛輔追隨董卓征戰多年，深受董卓信賴。董卓入京後，牛輔拜為中郎將。189年10月，牛輔被董卓派去讨伐河东地区的白波贼郭泰，但没有成功。后来关东州郡起兵讨董卓，牛輔典兵別防守於陝地，分遣校尉李傕、郭汜、張濟掠陳留、潁川諸郡，并擊破河南尹朱儁於中牟。
董卓死後，呂布使李肅防守於陝地，欲以詔命誅殺牛輔。牛輔等逆與李肅戰，李肅兵敗逃去弘農，因此呂布就殺死李肅。
其後牛輔軍營有一些士兵半夜出逃，軍營內亂，牛輔以為全部人都背叛，速速拿取金幣、珠寶，與親信攴胡赤兒等五六人相隨，踰城北渡河，赤儿等人以绳索系在牛辅腰间将其从城头放下，但攴胡赤兒等因為謀財而在离地面数丈高的地方就松开了绳子，使得牛辅重重摔在地上腰部受伤，而后赤儿与诸胡人將牛輔斬首，將其首級送去長安。

## 軼事
牛輔性格膽小懦弱，時常以兵符作威，刑具放在身旁自保。會客前還請占卦師為客人算卦，算他們是否有謀反的跡象，再算他們的吉凶才得見面。
牛輔擊退李肅後，中郎將董越過來會面牛輔，被算出睽卦，由於董越時常鞭笞該占卦師，占卦師藉此對牛輔說：「火克金，是外人干預內部的卦象。」作為報復，牛輔立即殺死董越。

## 三國演義
第三回初登場，但又眾多的事情已被改寫。
- 正史寫牛輔軍營中因內亂才取財逃跑；反而演義更寫為牛輔不敵呂布才取財逃跑。
- 正史所寫作的“攴胡赤兒”誤寫為“胡赤兒”，此為“攴胡赤兒”的誤讀。而“攴胡赤兒”指為一個叫“赤兒”的月攴胡人（“攴胡”為“月支胡”簡寫，一種種族，《三國志》所敘述的意思為攴胡人赤兒），從《三國志》後文「赤兒等利其金寶，斬首送長安」可為證。
- 正史寫牛輔之首是送去長安；反而演義更寫為呂布，再敘述呂布看到，問此事由來，反而有者説是赤兒所為，布聽到大怒，把赤兒給斬除。